# Борисоглебская Слобода
Борисоглебская Слобода — село в составе городского округа город Переславль-Залесский Ярославской области.

## География
Село расположено близ берега озера Плещеево, с севера примыкает к городу Переславль-Залесский

## История
В конце XIX — начале XX века слобода входила в состав Переславской волости Переславского уезда Владимирской губернии. В 1926 году в слободе было 30 дворов.
С 1929 года слобода в составе Никитского сельсовета Переславский район Ивановской Промышленной области, с 1936 года — в составе Ярославской области. До 2015 года слобода входила в состав Троицкого сельсовета (сельского округа), с 2016 года в составе Пригородного сельского поселения, с 2019 года — в составе городского округа город Переславль-Залесский.

## Население
| 1905 | 1926 | 2007 | 2010 |
| ---- | ---- | ---- | ---- |
| 85   | ↗161 | ↗331 | ↘329 |